# Nyctiophylax akastos
Nyctiophylax akastos är en nattsländeart som beskrevs av Malicky 1997. Nyctiophylax akastos ingår i släktet Nyctiophylax och familjen fångstnätnattsländor. Inga underarter finns listade i Catalogue of Life.